# Rietpen

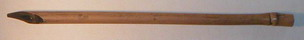
Rietpen

Een rietpen (ook: bamboepen) is een van bamboe of riet gemaakte pen, zoals die van oorsprong in China en in het oude Griekenland werd gebruikt. De Grieken noemden de pen Kalamos.
Een rietpen is betrekkelijk eenvoudig te maken. Een stuk bamboe wordt schuin afgesneden en vervolgens in een punt gemodelleerd. Ten slotte wordt er vaak voor het lopen van de inkt een verticale snede gemaakt. Dit is echter niet per se nodig.
Wat betreft deze constructie is de rietpen te vergelijken met de Europese ganzenveerpen.